# Brett Walsh
Brett James Walsh (Calgary, 19 febbraio 1994) è un pallavolista canadese, palleggiatore dello Stade Poitevin.

## Carriera

### Club
La carriera di Brett Walsh inizia nei tornei scolastici canadesi con la Dr. E.P. Scarlett HS. In seguito partecipa alla lega universitaria U Sports (inizialmente chiamata CIS) con la Alberta, dove in un quinquennio vince due titoli nazionali e riceve diversi riconoscimenti individuali, tra i quali uno come MVP.
Nella stagione 2017-18 inizia la carriera da professionista in Italia, ingaggiato dal Milano, in Superlega, mentre nella stagione seguente è di scena in Belgio, dove indossa per un biennio la casacca del Roeselare, in Liga A, aggiudicandosi due coppe nazionali e due supercoppe. Nel campionato 2020-21 difende i colori dell'Halkbank, nella Efeler Ligi turca, con cui vince la BVA Cup, trasferendosi nel campionato successivo al PAOK, club impegnato in Volley League col quale si aggiudica due volte la Coppa di Grecia.
Nella stagione 2023-24 firma per i francesi dello Stade Poitevin, in Ligue A.

### Nazionale
Nel 2016 fa il suo debutto nella nazionale canadese in occasione della Coppa panamericana, dove vince la medaglia di bronzo, bissandola nella World League 2017. Vince nuovamente il bronzo al campionato nordamericano 2017 e 2019, mentre nelle edizioni 2021 e 2023 mette al collo la medaglia d'argento.

## Palmarès

### Club
- U Sports: 2

2014, 2015
- Coppa del Belgio: 2

2018-19, 2019-20
- Coppa di Grecia: 2

2021-22, 2022-23
- Supercoppa belga: 2

2018, 2019
- BVA Cup: 2

2020

### Nazionale (competizioni minori)
- Coppa panamericana 2016

### Premi individuali
- 2014 - CIS: All-Star Team
- 2015 - CIS: MVP
- 2016 - CIS: R.W. Pugh Fair Play
- 2016 - CIS: All-Star Team
- 2017 - CIS: All-Star Team